# Sisevac
Sisevac (cyr. Сисевац) – wieś w Serbii, w okręgu pomorawskim, w gminie Paraćin. W 2011 roku liczyła 15 mieszkańców.